# قوت المغتذي على جامع الترمذي
قوت المغتذي على جامع الترمذي كتاب من تأليف جلال الدين السيوطي (849 هـ / 1445 م - 911 هـ / 1505 م)، هو كتاب في شرح الحديث النبوي الشريف يشرح جامع الترمذي ويسهل ماصعب منه ليصبح أيسر واقرب إلى عقول الناس، أشار إليه في مقدمة كتابه التوشيح على جامع الصحيح، وقال «عزمت على ان اضع على من الكتب الستة كتاباً على هذا النمط..»، نشر الكتاب في مجلدين، المجلد الأول كان يحتوي على نص الكتاب ونسخ من مخطوطة المؤلف بخط اليد، والمجلد الثاني على النسخة الكاملة لسنن الترمذي.

## طبعات
الكتاب لهُ طبعات عديدة، وله 11 مخطوطة بخط اليد منها:
1. مخطوطة عام 904هـ/1498م.